# Vincenzo Marsico
Vincenzo Marsico (Foggia, 12 dicembre 1912 – Foggia, 7 maggio 2003) è stato un allenatore di calcio e calciatore italiano, di ruolo centrocampista.

## Carriera

### Giocatore
Nel ruolo di centromediano, Marsico iniziò a giocare nella squadra delle riserve del Foggia dal 1929 al 1934, eccezion fatta per le stagioni 1932-1933 e 1933-1934, quando era impegnato con la leva militare. Tornato a Foggia nel 1934, dopo il servizio di leva, si continuò a segnalare come uno dei giocatori più promettenti del vivaio rossonero. Nello stesso anno Marsico debuttò in prima squadra, in Serie B, il 14 ottobre a Ferrara, in SPAL-Foggia 3-1. Il 13 gennaio 1935 Marsico collezionò la sua seconda ed ultima presenza in quella stagione, nella sconfitta esterna con il Modena per 1-0. In seguito militò per altri sette anni con la maglia del Foggia, squadra della sua città natale, giocando oltre 150 partite di cui 143 in campionato, disputando altre 18 partite in Serie B nella stagione 1935-1936 e diventando il capitano dei satanelli dal 1937 al 1942. Nel 1938 Marsico andò in prova al Milan, ed il Foggia entrò in trattative con i milanesi per la sua cessione, tuttavia l'affare saltò perché la dirigenza milanista offrì 20.000 lire mentre i pugliesi chiesero il doppio. Nell'estate del 1942 venne ceduto al Grosseto.

### Allenatore
Dopo aver guidato in Serie C l'Incedit, seconda squadra foggiana, allenò il Foggia a più riprese per otto anni, diventando l'allenatore con più vittorie sulla panchina rossonera, 93. Nel campionato di Serie C 1949-1950 si alternò per due volte sulla panchina dei rossoneri con András Kuttik, e nella stagione successiva sfiorò la promozione in Serie B perdendo lo spareggio con lo Stabia; guidò ancora i pugliesi nel campionato di IV Serie 1952-1953 e poi dal 1955 al 1959, quando dopo il ripescaggio in Serie C avvenuto nel 1958 venne sostituito da Leonardo Costagliola.
In carriera guidò anche il Bari nel campionato di Serie C 1951-1952 subentrando a Raffaele Costantino, il Chieti nelle stagioni 1954-1955 e 1959-1960 e l'Avellino dove venne esonerato alla fine dell'ottobre 1962, appena iniziata la sua seconda stagione ai Lupi.
Alla guida del Trani conquistò una promozione in Serie B nella stagione 1963-1964, ed allenò i pugliesi anche per parte del campionato di Serie B 1964-1965 prima di essere sostituito da Felice Arienti.
La carriera da allenatore proseguì ancora per qualche anno con il Pescara, dove subentrò a Ljubo Benčić nel 1964-1965 e l'anno successivo venne sostituito da Antonio Gianmarinaro, con il Nardò e con l'Acquapozzillo nel 1967-1968 con cui perse lo spareggio contro il Marsala per la promozione in Serie C.

## Statistiche

### Presenze e reti nei club
| Stagione        | Squadra         | Campionato      | Campionato | Campionato | Coppe nazionali | Coppe nazionali | Coppe nazionali | Coppe continentali | Coppe continentali | Coppe continentali | Altre coppe | Altre coppe | Altre coppe | Totale | Totale |
| Stagione        | Squadra         | Comp            | Pres       | Reti       | Comp            | Pres            | Reti            | Comp               | Pres               | Reti               | Comp        | Pres        | Reti        | Pres   | Reti   |
| --------------- | --------------- | --------------- | ---------- | ---------- | --------------- | --------------- | --------------- | ------------------ | ------------------ | ------------------ | ----------- | ----------- | ----------- | ------ | ------ |
| 1934-1935       | Foggia          | B               | 2          | 0          | -               | -               | -               | -                  | -                  | -                  | -           | -           | -           | 2      | 0      |
| 1935-1936       | Foggia          | B               | 18         | 1          | CI              | 3               | 0               | -                  | -                  | -                  | -           | -           | -           | 21     | 1      |
| 1936-1937       | Foggia          | C               | 21         | 1          | CI              | 2               | 0               | -                  | -                  | -                  | -           | -           | -           | 23     | 0      |
| 1937-1938       | Foggia          | C               | 24         | 0          | CI              | 1               | 0               | -                  | -                  | -                  | -           | -           | -           | 25     | 0      |
| 1938-1939       | Foggia          | C               | 18         | 0          | -               | -               | -               | -                  | -                  | -                  | -           | -           | -           | 18     | 0      |
| 1939-1940       | Foggia          | C               | 24         | 1          | CI              | 0               | 0               | -                  | -                  | -                  | -           | -           | -           | 24     | 1      |
| 1940-1941       | Foggia          | C               | 18         | 0          | CI              | 3               | 0               | -                  | -                  | -                  | -           | -           | -           | 21     | 0      |
| 1941-1942       | Foggia          | C               | 18         | 0          | -               | -               | -               | -                  | -                  | -                  | -           | -           | -           | 18     | 0      |
| Totale carriera | Totale carriera | Totale carriera | 143        | 4          |                 | 9               | 0               |                    | -                  | -                  |             | -           | -           | 152    | 4      |

## Palmarès

### Allenatore

#### Competizioni nazionali
- Serie C: 1

Trani: 1963-1964
- Serie D: 1

Avellino: 1961-1962